# I-divisioona 2020
La I-divisioona 2020 è la 38ª edizione del campionato di football americano di secondo livello, organizzato dalla SAJL.

## Squadre partecipanti
| Club                     | Città       | Stadio | Sponsor ufficiale | Risultato nella stagione 2019 |
| ------------------------ | ----------- | ------ | ----------------- | ----------------------------- |
| East City Giants         | Helsinki    |        |                   |                               |
| Kotka Eagles             | Kotka       |        |                   |                               |
| Pori Bears               | Pori        |        |                   |                               |
| Rovaniemi Nordmen        | Rovaniemi   |        |                   |                               |
| Tampere Saints           | Tampere     |        |                   |                               |
| United Newland Crusaders | Hanko/Lohja |        |                   |                               |

## Stagione regolare

### Calendario

#### 1ª giornata
| Lohja 25 luglio 2020, ore 16:00 | United Newland Crusaders | 57 – 14 (28-0 22-0 7-7 0-7) referto | Rovaniemi Nordmen | Virkkalan Keskuskenttä (128 spett.)\| Arbitro: \| Sipi \| |
| Arbitro:                        | Sipi                     |                                     |                   |                                                           |

| Pori 25 luglio 2020, ore 18:00 | Pori Bears  | 15 – 14 (7-0 0-6 0-0 8-8) referto | East City Giants | Porin urheilukeskus\| Arbitro: \| R. Suojanen \| |
| Arbitro:                       | R. Suojanen |                                   |                  |                                                  |

| Kotka 26 luglio 2020, ore 15:00 | Kotka Eagles  | 27 – 16 (7-0 13-0 7-0 0-16) referto | Tampere Saints | Puistolan kenttä\| Arbitro: \| P. Lamminsalo \| |
| Arbitro:                        | P. Lamminsalo |                                     |                |                                                 |

#### 2ª giornata
| Pori 1º agosto 2020, ore 15:00 | Pori Bears | 26 – 54 (6-20 12-14 8-14 0-6) referto | United Newland Crusaders | Porin urheilukeskus\| Arbitro: \| J. Kalevo \| |
| Arbitro:                       | J. Kalevo  |                                       |                          |                                                |

| Helsinki 1º agosto 2020, ore 16:00 | East City Giants | 14 – 55 (0-23 0-23 6-6 8-6) referto | Kotka Eagles | Velodromo di Helsinki (217 spett.)\| Arbitro: \| M. Makarainen \| |
| Arbitro:                           | M. Makarainen    |                                     |              |                                                                   |

| Rovaniemi 1º agosto 2020, ore 16:00 | Rovaniemi Nordmen | 13 – 36 (0-8 0-6 7-16 6-6) referto | Tampere Saints | Susivouti (115 spett.)\| Arbitro: \| M. Immonen \| |
| Arbitro:                            | M. Immonen        |                                    |                |                                                    |

#### 3ª giornata
| Kotka 8 agosto 2020, ore 16:00 | Kotka Eagles | 104 – 0 (21-0 34-0 21-0 28-0) referto | Rovaniemi Nordmen | Puistolan kenttä (287 spett.)\| Arbitro: \| Toijala \| |
| Arbitro:                       | Toijala      |                                       |                   |                                                        |

| Tampere 8 agosto 2020, ore 17:30 | Tampere Saints | 54 – 6 (14-0 8-6 16-0 16-0) referto | Pori Bears | Pyynikin urheilukenttä (225 spett.)\| Arbitro: \| K. Lahtinen \| |
| Arbitro:                         | K. Lahtinen    |                                     |            |                                                                  |

| Lohja 9 agosto 2020, ore 17:00 | United Newland Crusaders | 49 – 0 (14-0 21-0 7-0 7-0) referto | East City Giants | Harjun kenttä (204 spett.)\| Arbitro: \| J. Bruun \| |
| Arbitro:                       | J. Bruun                 |                                    |                  |                                                      |

#### 4ª giornata
| Pori 15 agosto 2020, ore 15:00 | Pori Bears | 0 – 43 (0-6 0-16 0-7 0-14) referto | Kotka Eagles | Porin urheilukeskus\| Arbitro: \| Sipi \| |
| Arbitro:                       | Sipi       |                                    |              |                                           |

| Tampere 15 agosto 2020, ore 17:30 | Tampere Saints | 52 – 42 (8-7 12-7 24-14 8-14) referto | United Newland Crusaders | Pyynikin urheilukenttä |

| Helsinki 15 agosto 2020, ore 18:00 | East City Giants | 6 – 14 (6-8 0-0 0-0 0-6) referto | Rovaniemi Nordmen | Brahenkenttä (100 spett.)\| Arbitro: \| J. Lehtinen \| |
| Arbitro:                           | J. Lehtinen      |                                  |                   |                                                        |

#### 5ª giornata
| Rovaniemi 22 agosto 2020, ore 15:00 | Rovaniemi Nordmen | 13 – 53 (6-19 7-0 0-20 0-14) referto | Pori Bears | Susivouti (136 spett.) |

| Kotka 22 agosto 2020, ore 16:00 | Kotka Eagles | 17 – 14 (3-0 14-0 0-7 0-7) referto | United Newland Crusaders | Puistolan kenttä (200 spett.)\| Arbitro: \| Lindroos \| |
| Arbitro:                        | Lindroos     |                                    |                          |                                                         |

| Kotka 22 agosto 2020, ore 16:00 | East City Giants | 0 – 46 (0-14 0-6 0-6 0-20) referto | Tampere Saints | Karhulan keskuskenttä (45 spett.)\| Arbitro: \| J. Lehtinen \| |
| Arbitro:                        | J. Lehtinen      |                                    |                |                                                                |

### Classifica
La classifica della regular season è la seguente:
- PCT = percentuale di vittorie, G = partite giocate, V = partite vinte,  P = partite perse, PF = punti fatti, PS = punti subiti

| Pos. | Squadra                  | PCT   | G | V | N | P | PF  | PS  |
| ---- | ------------------------ | ----- | - | - | - | - | --- | --- |
| 1    | Kotka Eagles             | 1.000 | 5 | 5 | 0 | 0 | 246 | 44  |
| 2    | Tampere Saints           | .800  | 5 | 4 | 0 | 1 | 204 | 88  |
| 3    | United Newland Crusaders | .600  | 5 | 3 | 0 | 2 | 216 | 109 |
| 4    | Pori Bears               | .400  | 5 | 2 | 0 | 3 | 100 | 178 |
| 5    | Rovaniemi Nordmen        | .200  | 5 | 1 | 0 | 4 | 54  | 256 |
| 6    | East City Giants         | .000  | 5 | 0 | 0 | 5 | 34  | 179 |

## Playoff

### Tabellone
|  | Semifinali | Semifinali               | Semifinali |                          |    | XXXVI Spagettimalja | XXXVI Spagettimalja | XXXVI Spagettimalja |  |
|  |            |                          |            |                          |    |                     |                     |                     |  |
|  | 1          | Kotka Eagles             | 48         |                          |    |                     |                     |                     |  |
|  | 1          | Kotka Eagles             | 48         |                          |    |                     |                     |                     |  |
|  | 4          | Pori Bears               | 0          |                          |    |                     |                     |                     |  |
|  | 4          | Pori Bears               | 0          |                          | 1  | Kotka Eagles        | 10                  |                     |  |
|  |            |                          |            |                          | 1  | Kotka Eagles        | 10                  |                     |  |
|  |            |                          | 3          | United Newland Crusaders | 20 |                     |                     |                     |  |
|  | 2          | Tampere Saints           | 3          | United Newland Crusaders | 20 | 34                  |                     |                     |  |
|  | 2          | Tampere Saints           |            |                          |    |                     |                     |                     |  |
|  | 3          | United Newland Crusaders | 44         |                          |    |                     |                     |                     |  |

### Semifinali
| Kotka 29 agosto 2020, ore 16:00 | Kotka Eagles | 48 – 0 (14-0 17-0 3-0 14-0) referto | Pori Bears | Puistolan kenttä (200 spett.)\| Arbitro: \| Lindroos \| |
| Arbitro:                        | Lindroos     |                                     |            |                                                         |

| Tampere 30 agosto 2020, ore 17:00 | Tampere Saints | 34 – 44 (6-13 16-12 6-13 6-6) referto | United Newland Crusaders | Pyynikin urheilukenttä (286 spett.)\| Arbitro: \| R.-V. Suojanen \| |
| Arbitro:                          | R.-V. Suojanen |                                       |                          |                                                                     |

### XXXVI Spagettimalja
| Kotka 5 settembre 2020, ore 19:00 | Kotka Eagles | 10 – 20 (0-7 3-7 7-6 0-0) referto | United Newland Crusaders | Arto Tolsa Areena (480 spett.)\| Arbitro: \| Lindroos \| |
| Arbitro:                          | Lindroos     |                                   |                          |                                                          |

## Verdetti
- United Newland Crusaders Vincitori dello Spagettimalja 2020